# Kip Thorne
Kip Stephen Thorne (Født 1. juni 1940 i Utah i USA) er en amerikansk teoretisk fysiker, kendt for sine produktive bidrag indenfor gravitation og astrofysik. I 2017 modtog han nobelprisen i fysik.
Thorne voksede op i et akademisk miljø og to af hans fire søskende blev også professorer. Han blev interesseret i videnskab, da han var otte år gammel, efter at have deltaget i et foredrag om solsystemet. Thorne var en langvarig ven og kollega af Stephen Hawking og Carl Sagan. Thorne fik sin bachelorgrad fra Caltech (California Institute of Technology) i 1962, og doktorgrad fra Princeton University i 1965. Han skrev sin doktorgradsafhandling med vejledning af professor John Wheeler. Thorne kom tilbage til Caltech som førsteamanuensis i 1967 og han begyndte som professor i teoretisk fysik i 1970.
Hans forskning har hovedsagelig været fokuseret på relativistisk astrofysik og gravitation, med vægt på stjerner, sorte huller og specielt gravitationsbølger og har gjort mange bidrag til kosmologi. Thorne har publiceret mer end 150 artikler i videnskabelige tidsskrifter og har vært medforfatter af flere videnskabelige bøger. Thorne modtog Albert Einstein-medaljen i 2009. Thorne var professor i teoretisk fysik ved Caltech frem til 2009 og en af verdens ledende eksperter på astrofysiske implikationer af Albert Einsteins generelle relativitetsteori. Thorne blev gift første gang i 1960, og de fik to barn før de blev skilt i 1977. Thorne og hans anden kone, Carolee Joyce Winstein, professor i fysioterapi ved USC, blev gift i 1984.